# 알브레히트 돌트
알브리히트 에곤 돌트(독일어: Albrecht Egon Dold IPA: [ˈalbʀɛçt ˈeːɡɔn dɔlt], 1928년 8월 5일 ~ 2011년 9월 26일)는 독일의 수학자이다. 대수적 위상수학에 공헌하였다.

## 생애

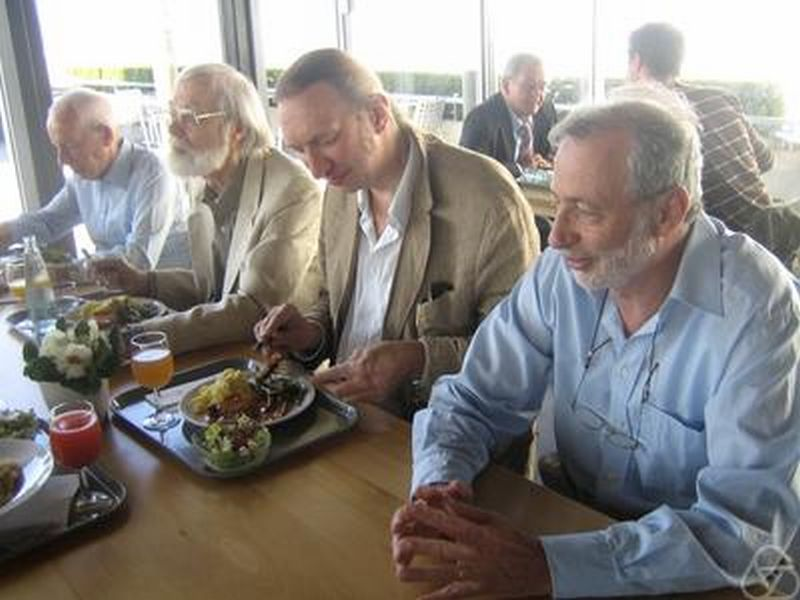
왼쪽부터 돌트 · 존 밀너 · 디트마 잘로몬(Dietmar Salomon) · 장피에르 에크만(Jean-Pierre Eckmann). 2007년 취리히에서 촬영.

1928년 8월 5일 독일 프라이부르크 현의 소도시 트리베르크임슈바르츠발트(독일어: Triberg im Schwarzwald)에서 태어났다. 하이델베르크 대학교에서 수학과 물리학을 공부하였으며, 1954년에 박사 학위를 수여받았다. 1958년에 하이델베르크 대학교에서 하빌리타치온을 수여받았다.
1958년에 컬럼비아 대학교의 조교수가 되었으며, 1962년에 취리히 대학교 교수가 되었다. 이듬해 1963년에 하이델베르크 대학교의 교수가 되었다.
1965년에 수학사 학자인 위보네 잠플로니우스(독일어: Yvonne Samplonius, 1937~2014)와 결혼하였다.
1996년에 하이델베르크 대학교에서 은퇴하였으며, 2011년 9월 26일 카를스루에 현 네카르게뮌트(독일어: Neckargemünd)에서 사망하였다.

## 저서
- Dold, Albrecht (1972). 《Lectures on algebraic topology》. Grundlehren der Mathematischen Wissenschaften (영어) 200. Springer-Verlag. doi:10.1007/978-3-642-67821-9. Zbl 0234.55001.